# Angustibracon
Angustibracon är ett släkte av steklar. Angustibracon ingår i familjen bracksteklar.
Kladogram enligt Catalogue of Life:
| Angustibracon | \| \| Angustibracon leptogaster \| \| \| \| \| \| Angustibracon maculiabdominis \| \| \| \| |
|               | \| \| Angustibracon leptogaster \| \| \| \| \| \| Angustibracon maculiabdominis \| \| \| \| |
|               | Angustibracon leptogaster                                                                   |
|               |                                                                                             |
|               | Angustibracon maculiabdominis                                                               |
|               |                                                                                             |